# فرودگاه سیتیاوان
فرودگاه سیتیاوان (به انگلیسی: Sitiawan Airport) (به زبان بومی: Lapangan Terbang Sitiawan) یک فرودگاه با کد یاتا SWY است که یک باند فرود چمن دارد و طول باند آن ۵۴۹ متر است. این فرودگاه در کشور مالزی قرار دارد و در ارتفاع ۷٫۶ متری از سطح دریا واقع شده است.